# Tryonia diaboli
Tryonia diaboli är en snäckart som först beskrevs av Henry Augustus Pilsbry och James Henry Ferriss 1906.  Tryonia diaboli ingår i släktet Tryonia och familjen tusensnäckor. IUCN kategoriserar arten globalt som starkt hotad. Inga underarter finns listade i Catalogue of Life.